# Rafał Dutkiewicz

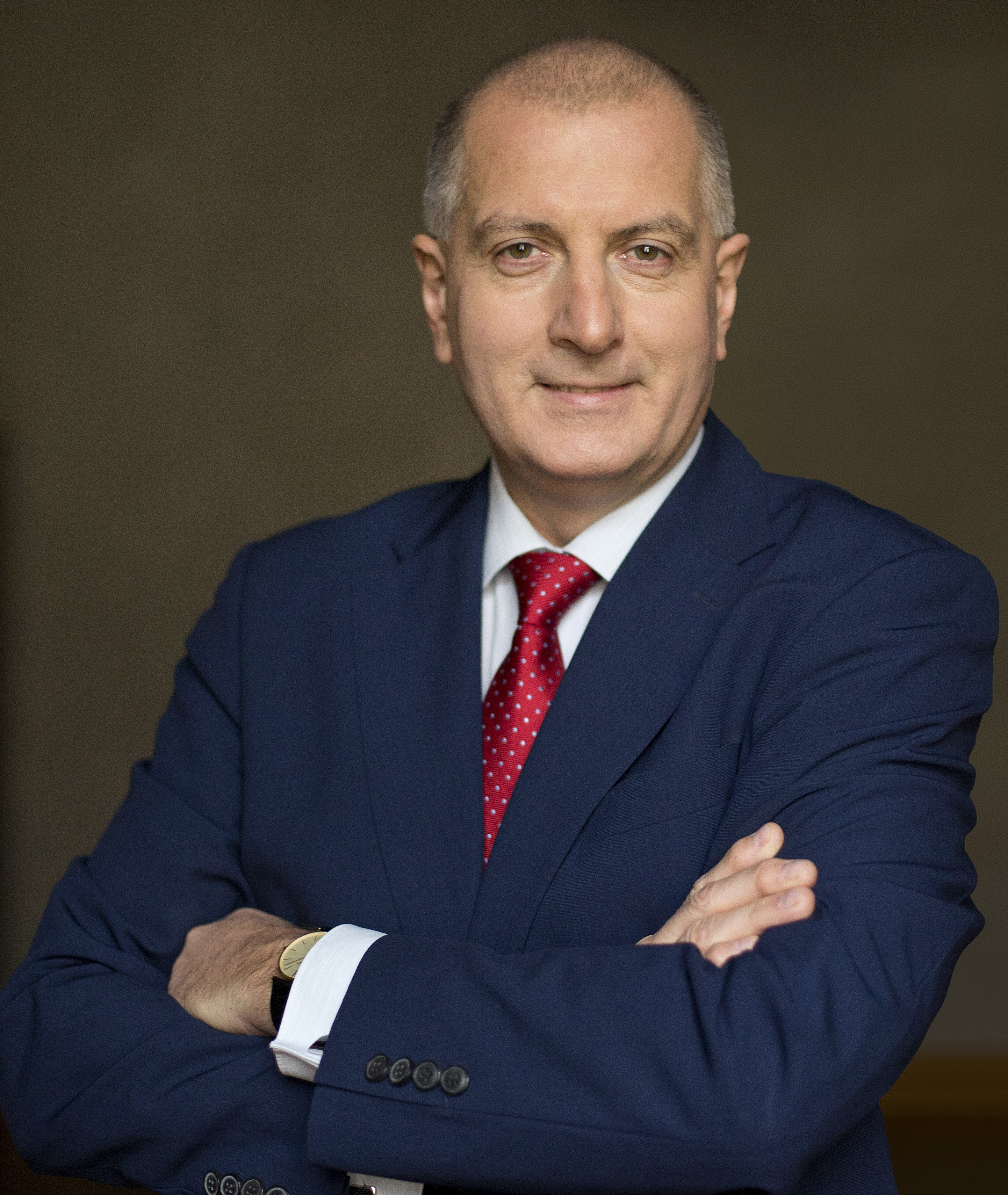
Rafał Dutkiewicz (2013)

Rafał Franciszek Dutkiewicz (* 6. Juli 1959 in Mikstat) war von 2002 bis 2018 Stadtpräsident (entspricht einem Oberbürgermeister) von Breslau (Wroclaw).

## Leben
Von 1977 bis 1982 studierte er an der Technischen Hochschule Breslau angewandte Mathematik. In dieser Zeit organisierte er auch die Woche der Christlichen Kultur in Wrocław und leitete die Stipendien-Gesellschaft A. Mickiewicz. Mit 26 Jahren erlangte er den Doktor der Philosophie an der Katholischen Universität Lublin (KUL) auf dem Gebiet der Logik. In den 1980er Jahren war er an der KUL und an der Universität Breslau als wissenschaftlicher Mitarbeiter tätig. Er ist Mitbegründer von Radio Eska. Zur Zeit des polnischen Ausnahmezustandes von 1981 bis 1983 war Dutkiewicz mit der Solidarność verbunden. 1989 war er Sekretär des Bürgerkomitees Solidarność, und 1990 Vorsitzender dieses Komitees in Breslau. Seit den 1990er Jahren war er Mitbegründer und Teilhaber des Vermittlers von Leitungspersonal Signium International.

## Stadtpräsident

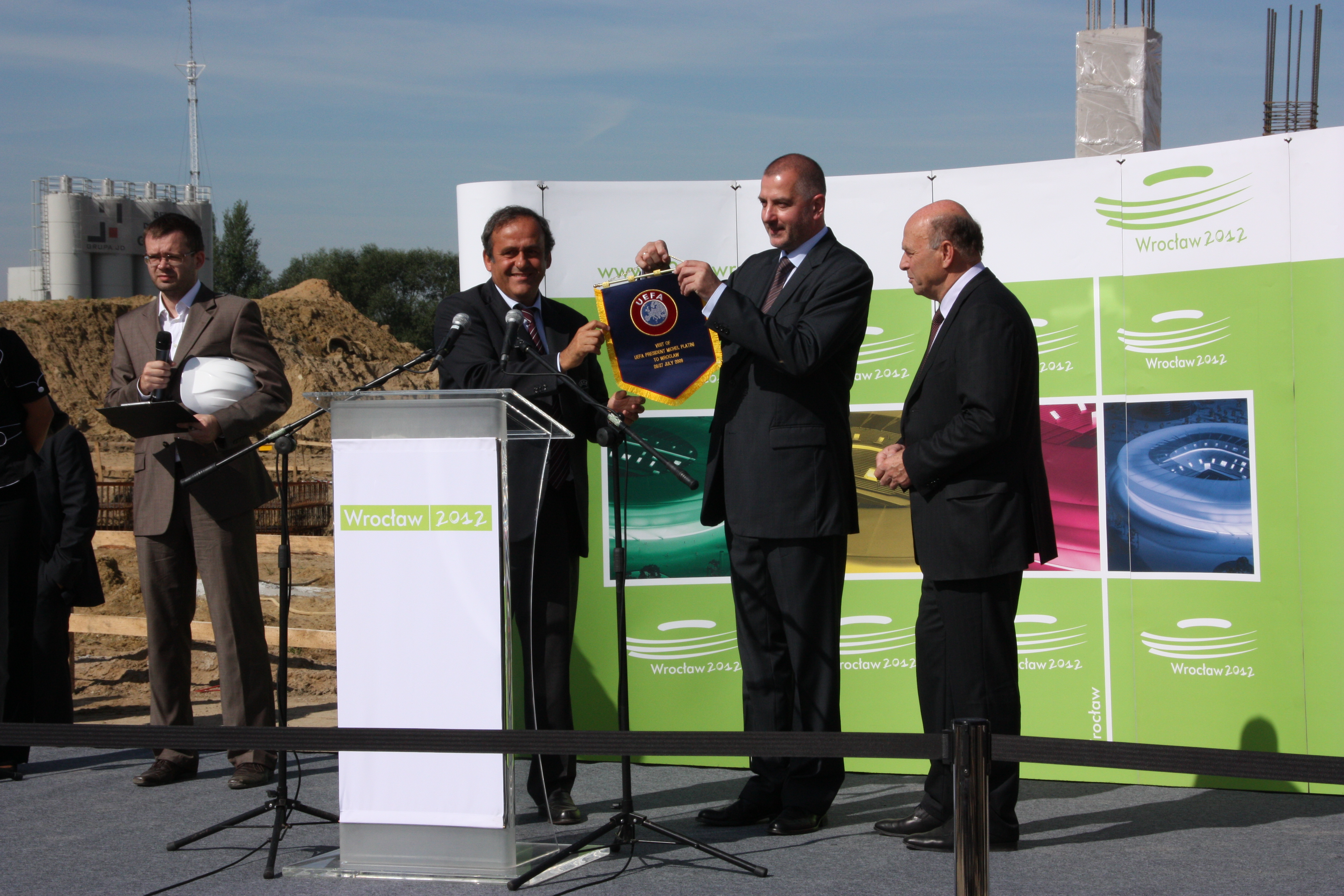
Rafał Dutkiewicz vor der Baustelle des Breslauers Stadions mit dem UEFA Präsidenten Michel Platini und dem PZPN Präsidenten Grzegorz Lato

2002 wurde er zum Stadtpräsidenten von Breslau gewählt. Dutkiewicz gehört keiner Partei an, wurde aber sowohl von der Platforma Obywatelska als auch von der Recht und Gerechtigkeit unterstützt. Er trat das Amt am 19. November an. Bei den Kommunalwahlen 2006 bekam er als unabhängiger Kandidat 84,53 % der Stimmen im ersten Wahlgang bei einer Wahlbeteiligung von 40 %. Im gleichen Jahr erschien sein 171 Seiten starkes Buch „Neue Horizonte“ (Nowe horyzonty), in denen er über die Ausübung seines Amtes reflektiert.
Mit Rafał Matyja, Jan Rokita und dem ehemaligen Kulturminister und ausgeschiedenem PiS-Mitglied Kazimierz Ujazdowski gründete Dutkiewicz am 27. September 2008 das Internetportal „Bürgerbewegung Polska XXI“, mit dem er eine Diskussion über eine Verfassungsänderung und Reformen initiieren will. Unter anderem spricht sich die Bewegung für einen Staat aus, in dem der Präsident nicht nur repräsentative Aufgaben im Ausland erfüllt, sondern die Regierung bildet und die Staatsgeschäfte leitet. Dutkiewicz würde wegen seiner Verdienste für Breslau und die Region einer Umfrage vom April 2008 zufolge als Präsidentschaftskandidat 25 % der Stimmen bekommen. Bei den Kommunalwahlen in Polen am 21. November 2010 wurde Dutkiewicz mit 71,62 % der abgegebenen Stimmen bei einer Wahlbeteiligung von 39 % zum zweiten Mal als Stadtpräsident von Breslau wiedergewählt. Er blieb weitere acht Jahre im Amt.

## Nach dem Ausscheiden aus der Politik
Am 17. November 2019 hielt er im Plenarsaal des Deutschen Bundestages die offizielle Rede zum Volkstrauertag.
2022 war er als erster Pole der Hauptredner auf dem Tag der Heimat des Bundes der Vertriebenen.

## Auszeichnungen und Ehrungen
- 2011 Wahl zum Ehrenmitglied der Academia Europaea[6]
- 2016 Erich-Kästner-Preis für Dutkiewicz’ „vielfältiges Engagement für ein friedvolles und kulturvolles Europa und seine großen Verdienste in der Entwicklung der Städtepartnerschaft zwischen Dresden und Breslau“[7]
- 2017 Deutscher Nationalpreis für seine Verdienste um das europäische Profil seiner Stadt und um die deutsch-polnischen Beziehungen[8]
- 2019 Sächsischer Verdienstorden